# Phare de Hawkins Point

Le phare de Hawkins Point (en anglais : Hawkins Point Light) était un phare offshore de type screw-pile lighthouse situé à l'entrée du chenal de Brewerton menant au port de Baltimore en baie de Chesapeake  dans le Maryland. Il servait de feu directionnel avant avec le phare de Leading Point. Il fut remplacé, en 1924, par une tour métallique à claire-voie.

## Historique
Ce feu d'alignement avant a été construit en 1868 dans le cadre d'un projet visant à marquer le canal de Brewerton, qui avait été creusé dans les années 1850 pour fournir un chenal fixe en eau profonde au port de Baltimore.
Comme la plupart des phares construits sur la baie à cette époque, Hawkins Point était une structure sur pilotis, mais d’une configuration unique. La fondation carrée avait un stabilisateur de chaque côté, de sorte que la maison rectangulaire, vue de dessus, semblait s’asseoir en diagonale sur sa base. Tel que construit à l'origine, il abritait deux lumières. La lumière principale brillait depuis une fenêtre du deuxième étage de la maison, tandis qu'une deuxième balise était montée dans une tour sur le toit. Cette tour a été enlevée au début des années 1900, laissant une ligne de toit curieusement tronquée.
En 1924, la maison fut enlevée et une tour squelettique fut érigée sur une fondation en fer. Ce feu a continué de servir de feu avant du canal de Brewerton jusqu'en 2015.
Identifiant : ARLHS : USA-083 .

### Lien connexe
- Liste des phares du Maryland